# Eerste Portugese Republiek
De Eerste Portugese Republiek (Portugees: Primeira República) overspant een complexe 16 jaar durende periode in de geschiedenis van Portugal, tussen het einde van de constitutionele monarchie bij de revolutie van 5 oktober 1910 en de Revolutie van de 28ste mei in 1926. De laatstgenoemde beweging stelde een militaire dictatuur in, bekend als de Ditadura Nacional ("Nationale Dictatuur"), die opgevolgd zou worden door het corporatistische regime van de Estado Novo ("Nieuwe Staat") van António de Oliveira Salazar.
Tijdens de Eerste Wereldoorlog kwam Portugal bij de Geallieerden in 1916. Er werd onder andere gevochten in Portugees-Oost-Afrika.